# Самоходни топ
Самоходни топ је возило са трајно монтираним топом.
Идеја самоходног топа је настала у приближно исто време кад и тенк, а већ у Првом светском рату су коришћена нека возила која се могу класификовати као самоходни топ. У периоду између два светска рата су развијани, посебно у Немачкој, па произвођени, у почетку у две варијанте:
- Sturmgeschütz или топ за напад, топ који је наоружан и дизајниран да даје подршку пешадији;
- или ловац на тенкове (новије верзије су означене као Jagdpanzer).